# Кохан Олег Михайлович
Кохан Олег Михайлович (2 липня 1976 Київ) — український продюсер театру та кіно, засновник групи компаній «SOTA Cinema Group». Продюсер фільмів-учасників і призерів МКФ у Каннах, Берліні, Венеції, Санденсі, Римі, Торонто та інш. і найвпливовіший діяч українського кінематографу 2010 року за версією видання «Дзеркало тижня»; єдиний представник продюсерського цеху кіноіндустрії у щорічному рейтингу «Топ 100 найвпливовіших українців» журналу «Кореспондент» протягом чотирьох років; у Тор-100 арт-менеджерів та меценатів України за версією «Нового часу»; за версією журналу «Компаньйон» - 10 позиція у Тор 20 знакових персон та проектів за роки незалежності України. Член журі Міжнародного літературного конкурсу "Коронація слова" у номінації "Кіносценарії".
Продюсер художніх фільмів Кіри Муратової, Романа Балаяна, Кшиштофа Зануссі, Отара Іоселіані, Сергія Лозниці, Кирила Міхановського.
Продюсер документальних фільмів-портретів про Богдана Ступку («Театральний роман Богдана Ступки» режисер О.Столяров, 2009), Романа Балаяна («Нехай ми будемо до друзів упереджені» режисер М. Агранович, 2011; «Політ у нельотну погоду» режисер О.Столяров, 2011); Євгена Голубенка (Domicile режисер Сергій Рахманін, 2023), а також Олексія Богдановича ("Допельгангер" режисер Макс Тузов, 2024) й Олександа Печерицю ("Позивний "Артист", режисер Макс Тузов, 2024)
Продюсер вистав «Троїл та Крессіда» (режисер Джанатан Банатвала) та «Кар'єра Артуро Уї, яку можна було спинити» (режисер Дмитро Богомазов) та "Тіні" (режисер Ніка Літкевич)
За його участю видані книги «АнтиРаневська» Олега Вергеліса, «Роман з Балаяном» Зінаїди Фурманової, «Муратова. Досвід кіноантропології» Михайла Ямпольського, «Повернення до коріння. Українське поетичне кіно» Йоанни Левицької, фотоальбоми «Кадр за кадром: Кіра Муратова» Костянтина Доніна, «Іван Миколайчук: магія кохання» та «Богдан Ступка: до 70-річчя».
Автор ідеї та генеральний продюсер художнього кінопльманаху «Війна очима тварин».
Засновник мультикультурного проекту SOTA CINEMA & THEATRE HUB

## Життєпис
Олег Кохан народився у Києві 2 липня 1976 року. У 2001 році закінчив Міжнародний інститут лінгвістики і права за спеціальністю міжнародна економіка.
Одружений, є син.

### Кар'єра
Зі студентських років працював на телебаченні, брав участь у телепроектах каналу УТ-1 та Нового каналу, потім координував промо-кампанію кінофестивалю "Стожари" як керівник рекламної служби та виконавчий продюсер. Згодом виступив засновником та співзасновником компаній, пов'язаних з виробництвом и просуванням аудіо та відеоконтенту.
У 2001 році створює холдінг SOTA Cinema Group, пріоритетом стратегії якого стало продюсування фільмів з авторською стилістикою та соціальним змістом.
З 2007 року починає продюсувати фільми Кіри Муратової й продовжує свою продюсерську діяльність масштабним проектом - фільмом Кіри Муратової «Два в одному»., якому забезпечує прокат в Україні та за її межами. Світова прем'єра стрічки відбулась на Міжнародному Фестивалі Трайбека, а згодом картина була визнана кращим фільмом країн СНД і Балтії 2007 року. Кіра Муратова отримала призи -  «Білий слон» та «Золоте яблуко» - за кращу режисуру, а компанія стала володарем спеціалізованої рекламної премії в галузі кінопрокату «25 кадр» у номінаціях: найкращий трейлер, найкращий кі-арт, найкращий таг-лайн і найкраща BTL-акція. Масштабна прем'єра стрічки, яка відбулася в Києві восени 2007, стала однією з найочікуваніших подій року.
У 2008 році запускає перший спільний міжнародний проект- українсько-польський фільм всесвітньо відомого режисера Кшиштофа Зануссі "Серце на долоні", для виробництва  якого вперше підписано Меморандум між Службою кінематографії Міністерства культури і туризму України та Польським кіноінститутом.. Зйомки картини відбувались в Україні і Польщі, а світова прем'єра відбулась на Римському МКФ, де виконавець головної ролі - Богдан Ступка - отримав приз за кращу чоловічу роль.
У цьому ж році випускає фільм ще одного легендарного режисера - Романа Балаяна під назвою «Райські птахи», який став кращим фільмом стран СНД і Балтії та крім визнання на міжнародних кінофорумах, вперше за багато років став українським фільмом-відкриття міжнародного кінофестиваля "Молодість". Роман Балаян отримав «Золоте яблуко» продюсерського фестивалю «Кіно-Ялта 2008» як найкращий режисер.
У квітні 2008-го підписано угоду про співпрацю з продюсером фільму Ширін Нешат "Жінки без чоловіків" Філіпом Бобером., який згодом став лауреатом багатьох престижних кінофорумів, а режисерка стрічки Ширін Нешат отримала Срібного лева Венеційського МКФ за кращу режисеру.
Нову стрічку Кіри Муратової  «Мелодія для катеринки», виробництво якої було завершено у 2008 році, після фестивального туру, презунтували у Києві.  Фільм став кращим фільмом стран СНД і Балтії, а всі кошти з всеукраїнського прокату були спрямовані на допомогу безпритульним дітям в рамкях соціальної програми "Допомогти так легко" партнера стрічки - мобільного оператора life:)
У 2009 році стартувало виробництво фільму "У суботу" (режисер Олександр Міндадзе) за підтримки Державної агенції з питань кіно та міжнародних партнерів. Зйомки фільму проходили навесні та влітку 2010 у містах Світлодарськ та Енергодар, а світова прем'єра відбулась на Берлінському міжнародному фестивалі. Вітчизняна прем'єра стрічки у квітні 2011 року була присвячена 25 й річниці трагедії на Чорнобильський АЕС.. Наступним спільним проектом режисера і продюсера стане фільм  Олександра Міндадзе «Милий Ганс, дорогий Петро», зйомки якого відбувалися у Нікополі.
Співпраця із великим актором Богданом Ступкою продовжилась у новому кінопроекті - фільмі режисера Отара Іоселіані "Шантрапа", світова премєра згодом відбулась в одній з програм Каннського МКФ, а українська в рамках Київського МКФ, де картина стала фільмом-відкриття.
У 2010 році вперше представив Україну в основному конкурсі Каннського МКФ художнім фільмом відомого режисера-документаліста Сергія Лозниці «Щастя моє», створеного у форматі кінопродукції з Німеччиною, Нідерландами та іншими міжнародними партнерами. Зйомки фільму проходили в Україні. Фестивальна дистрибуція стрічки, яка налічує більше 20 світових кінофорумів,, залучила до обговорення картини міжнародних кінокритиків та журналістів, більше того - фільм був звинувачений у  антиросійському спрямуваннії. Але це не завадило картині вийти у світовий та український прокат.
Співпраця з легендарною Кірою Муратовою продовжилась фільмом "Вічне повернення" (робоча назва - "Кінопроби. Однокурсники"), який став останнім у творчості  режисерки. Зйомки стрічки пройшли в Одесі восени 2011 року, а світова прем'єра стрічки відбулась на Римському МКФ.  Стрічка була визнана кращим фільмом країн СНД і Балтії, і презентована українським глядачам.
Результатом співпраці з режисером Кирилом Міхановським став фільм  "Гів мі ліберті", який було презентовано на міжнародному кінофестивалі у Санденсі та у програмі Каннського МКФ, а за версією авторитетних медіа Hollywood Reporter та Washington Post, фільм увійшов у топ-10 кращих картин  2019 року
У травні 2019 року разом з "Українською правдою" випускає документальну стрічку "Треба ще вижити"
У 2021 році Ініціює і очолює новий мультікультурний проект SOTA CINEMA & THEATRE HUB, який стає місцем зустрічі найталановитіших митців та найпопулярніших зірок із глядачем. Гостями SOTA CINEMA & THEATRE HUB стали легендарна французька актриса Фанні Ардан, харизматичний режисер Андрій Жолдак, а театральні прем'єри і музичні імпрези покликані відкривати маловідомі твори вітчизняних митців та імена талановитих сучасників.
У 2022 році виступає автором ідеї та генеральним продюсером міжнародного кіноальманаху "Війна очима тварин", який складатиметься з короткометражних фільмів українських авторів за участю міжнародних митців. Головними героями антології виступають тварини, рятуючи яких українці щоденно складають тест на людяність. На думку авторів, такий проект допоможе закцентувати увагу на екологічних загрозах цієї війни для всього світу. Перший трейлер, оснований на трьох новелах, презентовано на Берлінському МКФ, а під час Каннського МКФ до проекту приєднався Шон Пенн, який згодом знявся у новелі "Орел" режисера Мирослава Слабошпицького.

У 2023 році продовжує цикл документальних фільмів-портретів, героями яких стали наші визначні сучасники і запускає виробництво фільми "Вівтар", героєм якого став художник Олександр Животков (реж. Роман Балаян),  "Допельгангер" про актора Олексія Богдановича (режисер Максим Тузов) та "Позивний "Артист" про Олександра Печерицю (режисер Максим Тузов), з яких два останні були презентовані у рамках Кінофестивалю Молодість (кінофестиваль) восени 2024 року разом з ігровим короткометражним фільмом "В очах синів" (реж. Святослав Костюк), який став учасником національного конкурсу фестивалю.
Ми маємо чітко сформулювати складові нашої культурної ідентичності — чим ми відрізняємось, окрім нашого героїзму, який так вразив світ, а насправді є одвічною рисою українців, щоб нарешті довести власну автентичність на світових мапах.
Дуже важливо зараз перебирати на себе ініціативу й... повернути собі право говорити від свого імені самим! І в цьому процесі мають бути задіяні не лише кіно чи події сьогодення, а всі сфери культури й багатовікова історія України.

## Фільмографія
- 2005 — «Лола і Маркіз. Віртуози легкої наживи» (серіал)
- 2005 — «Мисливець за головами» (4 серії)
- 2005 — «Руки вгору, я Ваша тітка» (4 серії)
- 2007 — «Два в одному» — режисер Кіра Муратова
- 2007 — «Лялька» — режисер Кіра Муратова
- 2008 — «Райські птахи» — режисер Роман Балаян;
- 2008 — «Серце на долоні» — режисер Кшиштоф Зануссі, (Україна — Польща)
- 2009 — «Мелодія для катеринки» — режисер Кіра Муратова
- 2009 — «Жінки без чоловіків» — режисер Ширін Нешат, (Німеччина — Франція — Австрія — Україна)
- 2009 — «Театральний роман Богдана Ступки»— режисер Олександр Столяров
- 2010 — «Щастя моє» — режисер Сергій Лозниця
- 2010 — «Шантрапа» — режисер Отар Іоселіані
- 2011 — «В суботу» — режисер Міндадзе Олександр
- 2011 — «Нехай ми будемо до друзів упереджені» — режисер Михайло Агранович
- 2011 — "Політ у нельотну погоду" — режисер Олександр Столяров
- 2012 — «Вічне повернення» — режисер Кіра Муратова
- 2015 — "Милий Ганс, дорогий Петро" —  режисер Олександр Міндадзе
- 2019 — "Гів мі ліберті"[en] — режисер Кирило Міхановський
- 2021 —"Треба ще вижити" — режисер В'ячеслав Гармаш
- 2023 — Domicile — режисер Сергій Рахманін
- 2024  — "В очах синів" — Святослав Костюк
- 2024 — "Допельгангер" — Максим Тузов
- 2024 — "Позивний "Артист" — Максим Тузов

## Нагороди та номінації
- Премія «Ніка» за фільм Кіри Муратової «Два в одному» — найкращий фільм країн СНД і Балтії 2007 року. (2007)[74];
- Спеціалізована рекламна премія в галузі кінопрокату «25 кадр» в номинаціях: найкращий трейлер, найкращий кі-арт, найкращий таг-лайн і найкраща BTL-акція за фільм Кіри Муратової «Два в одному». (2008);
- Премія «Ніка» за фільм Романа Балаяна «Райські птахи» — найкращий фільм країн СНД і Балтії 2009 року. (2009)[75];
- Приз за найкращий фільм, гран-прі «Золотий Ірис» та Кінолюбительський Приз Джеймсона на кінофестивалі у Брюсселі. (2011)[76];
- Премія «Ніка» за фільм Кіри Муратової «Вічне повернення» в номінації найкращий фільм СНД і Балтії. (2012)[77][78].